# Camp de Strasshof
Le camp de Strasshof était un Durchgangslager, c'est-à-dire un camp de transit pour travailleurs forcés (abrégé en Dulag) situé à Strasshof an der Nordbahn au nord de Vienne en Autriche, pendant la Seconde Guerre mondiale. Il a servi de camp de travail et d'internement aux nazis jusqu'à sa libération par l'Armée rouge le 10 avril 1945. Il était situé au nord-ouest de la gare de Strasshof, à proximité des locaux d'Universale Bau et était équipé pour 6 000 personnes.

## Utilisation de l'entrepôt

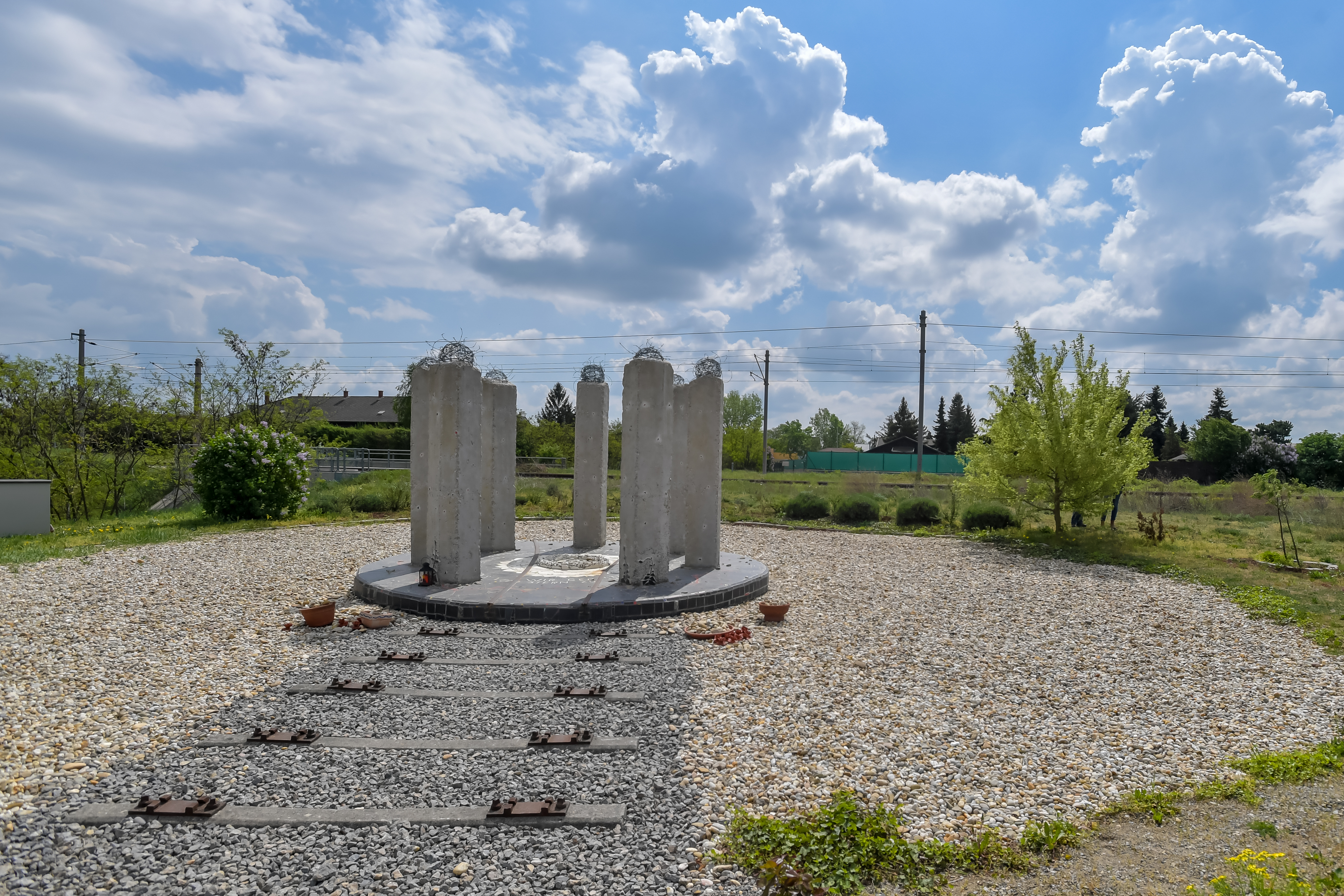
Mémorial.

À son ouverture au printemps 1942, le camp sert de camp de transit pour les travailleurs forcés étrangers. Après une procédure de désinfection, ils étaient examinés médicalement puis enregistrés par l'agence pour l'emploi du Reichsgau de Niederdonau, responsable du camp. Au début, les travailleurs de l’Est étaient internés, puis des personnes de toute l’Europe y furent retenues prisonnières. Ils étaient envoyés dans des camps de travail régionaux pour travailler dans l'industrie de l'armement de la région de Vienne et comme ouvriers agricoles. Alors que les premiers transports ferroviaires arrivaient à la gare de Gänserndorf et que les sélections basées sur l'aptitude au travail y avaient lieu, la majorité des transports suivants sont arrivés directement au camp de transit.
Le camp avait un statut autonome jusqu'en 1944. La municipalité était uniquement chargée d'enterrer les détenus décédés dans une fosse commune située au cimetière.
À partir de mai 1944, le commandement Eichmann déporta au total environ 21 000 Juifs hongrois vers le camp de Strasshof. Selon un accord entre le Comité d'aide et de sauvetage de Rudolf Kastner et Adolf Eichmann, des familles entières ont été déportées à Strasshof. Quiconque acceptait le travail forcé devait s'engager à prendre également soin de ceux qui ne pouvaient pas travailler (enfants, personnes âgées, malades).
Après la fin de la saison des récoltes de 1944, certains prisonniers de Strasshof furent déportés vers le camp de concentration de Bergen-Belsen. La plupart sont restés dans les camps de travaux forcés de l'industrie militaire dans la région de Vienne, dans les camps agricoles de Basse-Autriche ou ont été utilisés pour agrandir la base aérienne voisine de Deutsch-Wagram. À la fin de la guerre, certains prisonniers furent conduits vers le camp de concentration de Mauthausen et d'autres à celui de Theresienstadt ; environ 2 000 Juifs hongrois furent libérés par l'Armée rouge dans le camp de Strasshof.